# Julius Wentscher senior
Julius Theophil Wentscher (* 27. November 1842 in Graudenz, Provinz Preußen; † 6. November 1918 in Berlin-Wilmersdorf) war ein deutscher Landschafts- und Marinemaler.

## Leben
Julius Wentscher war ein Sohn des Kaufmanns Gottlieb Ferdinand Wentscher und dessen Frau Julie, geb. von Chaumontet. Er erhielt seine erste Ausbildung an der Kunstakademie in Königsberg (Preußen), gefolgt von einem Studium an der Berliner Akademie in der Meisterklasse für Landschaftsmalerei bei Hans Fredrik Gude. Ab 1884 wurde er in den Berliner Adressbüchern als Landschaftsmaler geführt. 1881 stellte er erstmals, noch in Königsberg wohnend, auf der Ausstellung der Akademie der Künste in Berlin seine Werke aus. Danach war er regelmäßig auf den Akademie-Ausstellungen und später den Großen Berliner Kunstausstellungen vertreten. 1899 erhielt er von der Akademie die Kleine Goldene Medaille für Kunst. Er war Mitglied der Allgemeinen Deutschen Kunstgenossenschaft und im Verein Berliner Künstler.
Sein Œuvre umfasste hauptsächlich Landschaften und Marinebilder. Obwohl in Berlin lebend, waren seine Motive vorwiegend von der Samländischen Küste, der Kurischen Nehrung und der Mecklenburgischen Küste der Ostsee.

## Familie
Julius Wentscher war seit 1879 verheiratet mit Fanny Emma, geb. Hirschfeld (1851–1936). Der Familie entstammten vier Kinder; der Sohn Hermann Otto Wentscher (* 1880); der gleichnamige Sohn Julius Wentscher (1881–1961), der ebenfalls Landschaftsmaler wurde; die Tochter Dora Wentscher (1883–1964) die als Schauspielerin, Bildhauerin und Schriftstellerin tätig und mit dem Schriftsteller Johannes Nohl verheiratet war; sowie die Tochter Laura Eva Wentscher (1885–1968). Die Frau seines Sohnes Julius war die Bildhauerin Tina Haim-Wentscher (1887–1974).

## Werke (Auswahl)
- Waldecke im Abendlicht. 1881
- Sonnenuntergang. 1881
- Stürmischer Tag an der Ostsee. 1884
- Boddenlandschaft an der Ostsee. 1886
- Samländische Ostseeküste bei Warnicken. 1894
- Bergschlucht an der Samländischen Ostseeküste. 1894
- Nachmittag auf der Düne, Darss. 1896
- Samländische Küste bei Groß-Dirschkeim. 1899
- Segler vor der Ostseeküste. Kurische Nehrung. 1900
- Alte Kiefer an der Ostsee. 1904, (GBK, Abbildung im Katalog)[11]
- Abendstimmung auf dem Darss. 1907
- Weite Landschaft der Kurischen Nehrung. 1909

Das Stadtmuseum Weimar besitzt 13 Werke von Julius Wentscher, vermutlich übergeben von dessen Tochter Dora.